# Фридлянд, Иосиф Соломонович
Иосиф Соломонович Фридлянд (1898—1937) — советский архитектор, главный архитектор канала Москва-Волга, свояк народного комиссара внутренних дел СССР Генриха Ягоды.

## Биография
Родился в 1898 году в Нижнем Новгороде.
В 1926 году окончил архитектурное отделение МВТУ. Среди его учителей были такие известные архитекторы, как Леонид Александрович и Виктор Александрович Веснины, Александр Кузнецов.
В 1934 году Фридлянд был назначен ответственным редактором журнала Академии архитектуры СССР «Архитектура за рубежом». Его статьи также публиковались в ведущих архитектурных журналах Советского Союза — «Архитектура СССР» и «Строительство Москвы».
В июле 1935 года приказом МВС № 221 за подписью заместителя начальника ГУЛАГ ОГПУ Л. И. Когана Иосиф Фридлянд был назначен руководителем архитектурно-планировочной мастерской канала Москва-Волга, став таким образом главным архитектором строительства канала. По его решению в архитектурно-планировочную мастерскую были приглашены его бывшие однокурсники по МВТУ — В. Я. Мовчан, А. Л. Пастернак и Д. Б. Савицкий.
Являлся кандидатом в члены ВКП(б).
Спустя четыре дня после того как первая флотилия кораблей прошла по каналу от Московского моря до Химок, 6 мая 1937 года Иосиф Соломонович был снят со всех занимаемых им постов и арестован. 16 июня того же года его приговорили к высшей мере наказания — расстрелу. Список из 33 человек, в котором числился и Иосиф Соломонович, с резолюцией «за» и подписями Сталина, Молотова, Жданова и наркома НКВД СССР Ежова был подписан заместителем последнего Л. Н. Бельским. 21 июня Фридлянд был расстрелян как изменник Родины и захоронен на Донском кладбище в Москве. Реабилитирован 16 мая 1957 года ВКВС СССР.

## Личная жизнь
Иосиф Соломонович был женат на родной сестре главы НКВД Генриха Ягоды Фриде Григорьевне Ягоде-Фридлянд. После ареста и расстрела мужа в июне 1937 года Фриду Григорьевну выслали в Астрахань, где она была обвинена в недонесении органам власти о контрреволюционной деятельности мужа и брата и 28 августа осуждена на восемь лет ИТЛ. После войны Фрида Ягода-Фридлянд проживала в Караганде, где работала секретарём в школе № 3 им. Крылова. Однако 30 марта 1949 она была вновь арестована УМГБ по Карагандинской области и осуждена на десять лет ИТЛ за антисоветскую агитацию. Лишь 21 июня 1957 года Фрида Григорьевна была реабилитирована по решению Карагандинского областного суда.

### Адреса в Москве
- Борисоглебский переулок, дом 12, кв. 29.

## Основные постройки

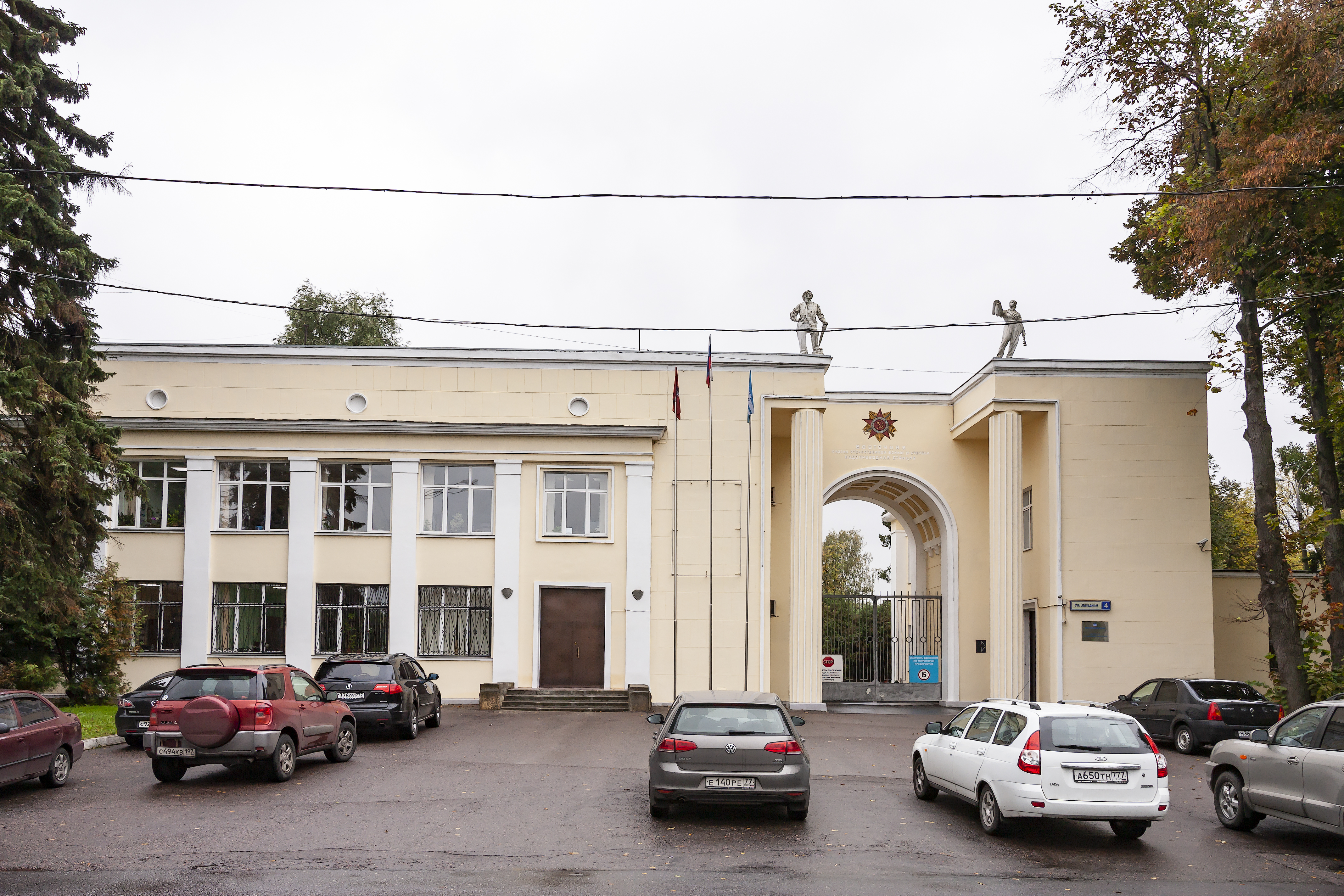
Здание администрации Сталинской водопроводной станции в поселке Восточном под Москвой

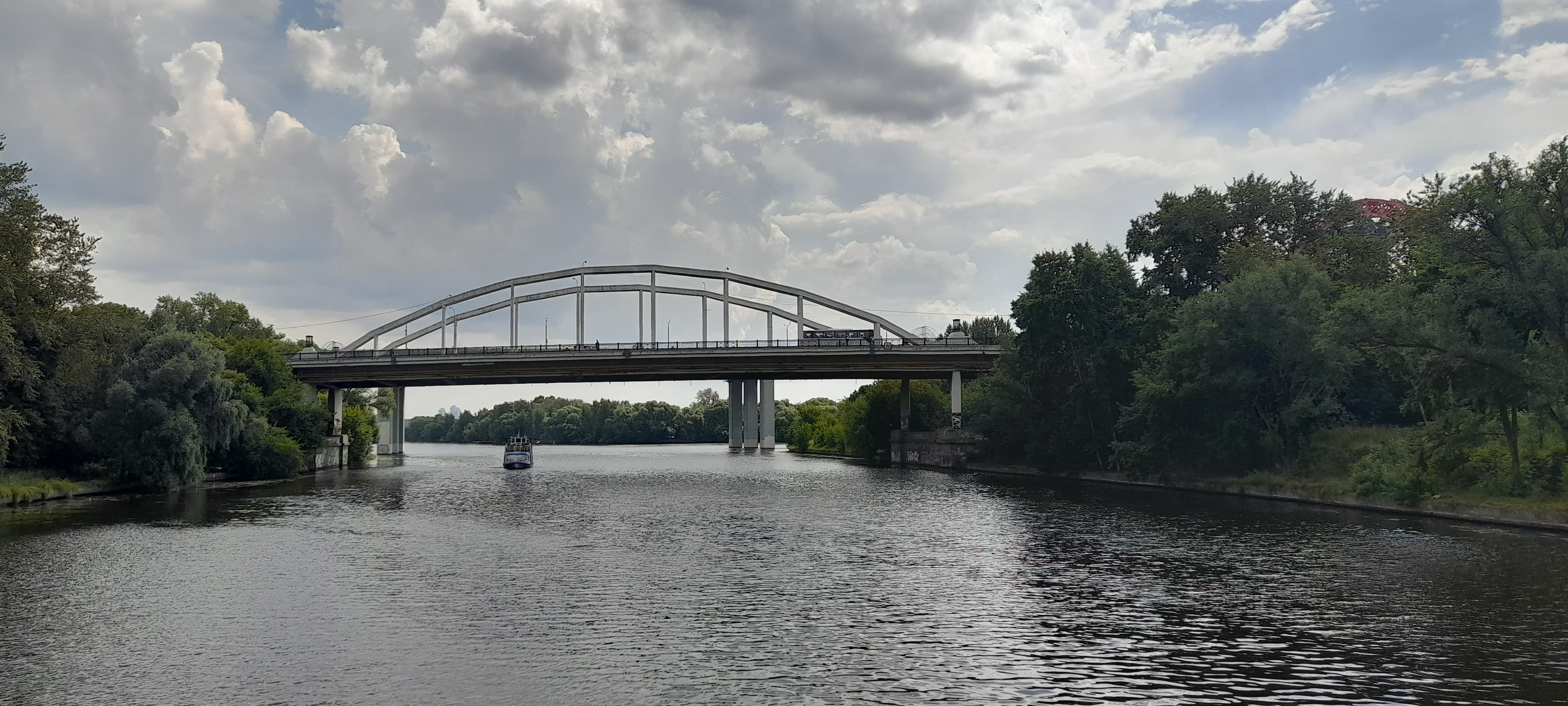
Хорошёвский мост через Хорошёвское спрямление Москвы-реки в районе Серебряного бора в Москве

- Здание администрации Сталинской водопроводной станции в поселке Восточном под Москвой (совместно с архитектором А. В. Самойловым, 1937);
- Здание насосной станции Сталинской водопроводной станции в поселке Восточном под Москвой (1937);
- Хорошёвский мост через Хорошёвское спрямление Москвы-реки в районе Серебряного бора в Москве (1937).

## Публикации в печати
- «Архитектура канала Москва-Волга». Правда, 11 октября 1935
- «Архитектура канала Москва-Волга». Архитектура СССР, 1936, № 5
- «Архитектура канала Москва-Волга». Строительство Москвы, 1936, № 7
- «Памятник эпохи». Техника — Молодёжи, 1936, № 11-12